# Sutjeska (Fluss)
Die Sutjeska (serbisch-kyrillisch Сутјеска) ist ein 33 Kilometer langer linker Nebenfluss der Drina im Osten von Bosnien und Herzegowina.

## Verlauf
Der Gebirgsfluss entsteht aus zahlreichen kleinen Quellbächen im Talkessel Čemerno im Grenzgebiet zu Montenegro auf dem Territorium der Gemeinde Gacko. Das Quellgebiet befindet sich direkt unterhalb des Volujak (2336 m) und unweit des Berges Maglić (2386 m), der höchsten Erhebung in Bosnien-Herzegowina. Der Fluss fließt zunächst für fünf Kilometer in nordwestliche Richtung und wendet sich dann nach Norden. Hier bildet die Sutjeska eine stellenweise sehr enge Schlucht, die auch von der Fernstraße M20 (Trebinje–Foča) genutzt wird. Die engste Stelle nennt sich Vratar („Torwächter“). Der größte Teil der Schlucht, die das Maglić-Massiv von der ebenfalls über 2000 m hohen Zelengora im Westen trennt, zählt zum Nationalpark Sutjeska.
Am Ausgang der Schlucht, wo sich das Tal der Sutjeska weitet, liegt der Ort Tjentište (Gemeinde Foča), der vor allem aufgrund seines Denkmalskomplexes für die Schlacht an der Sutjeska im Frühjahr 1943 bekannt ist.
Beim Weiler Popov Most verlässt die Straße das Tal des Flusses, welcher sich hier nach Osten wendet und schließlich bei Bastasi in die Drina mündet.
Die Sutjeska hat keine größeren Zuflüsse. Zu den bekannteren Gebirgsbächen, die in den Fluss münden, zählt die Perućica, die aus dem gleichnamigen Urwald am Maglić östlich der Sutjeska kommt und nach welcher das Perućica-Reservat als Kernzone des Sutjeska-Nationalparks benannt ist. Der Fluss ist weitgehend naturbelassen und wird an keiner Stelle gestaut. Das Einzugsgebiet ist nur sehr spärlich besiedelt.